# Brau Union Romania
Brau Union Romania este o companie producătoare de bere din România, parte a grupului olandez Heineken[1]. Brau Union din 1998 de la sosirea sa in Romania, a urmarit eliminarea concurentei autohtone de producere a berii. Astfel a achizitionat 8(opt) fabrici de bere:
```
   - S.C. Arbema S.A.   - Arad
   - S.C. Craiova S.A.  - Craiova
   - S.C. Ciuc S.A.     - Miercurea Ciuc
   - S.C. Malbera S.A.  - Constanta
   - S.C. Silva S.A.    - Reghin
   - S.C. Haber S.A.    - Hateg
   - S.C. Grivita S.A.  - Bucuresti
   - S.C. Neumarkt S.A. - Targu Mures
```

Pana in 2007 a inchis fabricile de bere Arbema; Silva; Grivita; Haber, disponibilizand in toti acesti ani peste 1500 de salariati. 
Strategia de productie si vanzare s-a bazat pe volum in detrimentul calitatii produsului. 
Astfel aceste fabrici nu indeplineau conditiile de extindere si expansiunea si s-a dovedit a fi prea costisitoare. 
Dupa desfiintarea acestor fabrici a urmat vanzarea tuturor utilajelor la fier vechi precum si a cladirilor si terenurilor aferente.
```
  "Silva" Reghin pusa in functiune in martie 1974, prima fabrică de bere din România care a făcut export. 
```

Berea de Reghin a ajuns în scurt timp o băutură foarte apreciată în afara granițelor țării. 
După 1989 berea Silva a devenit disponibilă și la nivel regional și național printr-o rețea selectă de distribuitori.
În anul 1998 pachetul majoritar al acțiunilor "Silva" Reghin a fost achiziționat de Brau Union România SA, filiala română a concernului austriac "Brau Union".
Toate secțiile de producție a berii de la societatea, Silva” Reghin au fost DESFIINTATE de la 1 februarie 2004, conform unei decizii a concernului Brau Union, luată în luna august a anului 2003. 
Berea Silva de astazi nu mai are nici o legatura cu ceea ce a fost atunci, aceasta fiind produsa in Craiova, Constanta, Miercurea Ciuc sau Tg.Mures. 
Astăzi clădirile fostei fabrici de bere aparțin firmei SC Maviprod SRL care le-au cumpărat de la firma austriacă care a luat cu ei toate utilajele și a lăsat în urmă un grup de clădiri dezafectate. 
Noroc că familia Oltean proprietarii firmei SC Maviprod SA, sunt patrioți locali și nu au demolat clădirile cum a făcut o altă familie cu o altă mare întreprindere pe care a vândut-o la fier vechi pentru a-și rotunjii conturile bancare. 
```
 "Faber Hateg" fabrica de bere construită la mijlocul anilor 1970 în Hațeg, acum este DESFIINTATA. 
```

În incinta fostei fabrici sunt produse tigăi, iar alte spații sunt folosite ca silozuri pentru furaje și cereale. 
Din exterior, fabrica din Hațeg pare abandonată, în schimb berea Hațegana este fabricată în prezent la Craiova.
Compania mai deține în România patru unități de producție la Miercurea Ciuc, Constanța, Craiova și Targu-Mures[1]. 
Portofoliul companiei include mărcile Heineken, Gosser, Schlossgold, Silva, Ciuc, Golden Brau și Bucegi[1]. 
Brau Union Romania a fost înființată în 1998, ca subsidiară a companiei austriece BBAG, al cărei pachet majoritar de acțiuni a fost preluat, în 2003, de Heineken[1]. 
De la intrarea pe piața din România, compania a investit peste 175 de milioane de euro[2]. 
În martie 2007, Brau Union controla 26,77% din titlurile companiei Haber Hațeg[3]. 
```
  S.C. Arbema S.A. s-a înfiintat în anul 1980 ca o secție a Întreprinderii de spirt și drojdie. 
```

Din anul 1991 fabrica devine independentă ocazie cu care își ia denumirea de Arbema (ARad-BEre-MAlt). 
În anul 1997 SC Arbema SA se transformă în societate mixtă pe acțiuni prin preluarea de către Brau Union Austria a pachetului majoritar de acțiuni. 
Sortimentul Arbema Premium Pils produs la fabrica din Arad a primit medalia de argint a Institutului Internațional Monde Selection din Bruxelles in 1998. 
In anul 2004, in urma hotararii conducerii concernului austriac "Brau Union", fabrica este DESFIINTATA.
```
  Fabrica de bere Grivița, fabrică de bere din București, situata in zona garii Basarab. 
```

A fost construită în anul 1869 de marele industriaș neamț Erhard Luther, la capătul Bucureștilor, pe așa-zisă șosea de centură, pe-atunci Șoseaua Basarabilor, în apropierea moșiei Grant[1]. 
La doar câțiva ani de la inaugurare, fabrica a câștigat titlul de furnizor al Curții Regale. 
În 1905, fabrica a fost vândută unor nemți din Brașov, care au continuat tradiția. Și au menținut-o sub numele de fabrica Luther, intrând în concurență cu o fabrică mult mai puternică, cea a lui Dumitru Bragadiru din Calea Rahovei”, povestește istoricul Constantin Bălăceanu Stolnici. În perioada anilor '70, numele a fost schimbat în Fabrica „Gambrinus”[1]. 
Acest nume provine de la fosta berărie a lui I.L. Caragiale, care se știe că a deținut mai multe berării în centrul Bucureștiului. Fabrica a fost DESFIINTATA in 2005.
Astăzi, din fabrica renumită de altă dată au rămas doar bucăți din vechiul zid și clădiri abandonate cu geamurile sparte. 
Portofoliul companiei Brau Union, a fost cumparat de concernul "HEINEKEN" si include mărcile Heineken, Gosser, Schlossgold, Silva, Ciuc, Golden Brau și Bucegi[1]. 
Brau Union Romania a fost înființată în 1998, ca subsidiară a companiei austriece BBAG, al cărei pachet majoritar de acțiuni a fost preluat, în 2003, de Heineken[1] si achizitionata in totalitate in 2007. 
De la intrarea pe piața din România, compania a investit peste 175 de milioane de euro[2].
În martie 2007, Brau Union controla 26,77% din titlurile companiei Haber Hațeg[3].
Număr de angajați în 2007: 1.400[2] 